# Кампо (Торино)
Кампо (итал. Campo) је насеље у Италији у округу Торино, региону Пијемонт.
Према процени из 2011. у насељу је живело 244 становника. Насеље се налази на надморској висини од 529 м.